# Liste des cavités naturelles les plus longues de la Mayenne
La liste des cavités naturelles les plus longues de la Mayenne recense, sous forme de tableau(x), les cavités souterraines naturelles connues dans ce département français, dont le développement est supérieur ou égal à trente mètres.
La communauté spéléologique considère qu'une cavité souterraine naturelle n'existe vraiment qu'à partir du moment où elle est « inventée » c'est-à-dire découverte (ou redécouverte), inventoriée, topographiée et publiée. Bien sûr, la réalité physique d'une cavité naturelle est la plupart du temps bien antérieure à sa découverte par l'homme ; cependant tant qu'elle n'est pas explorée, mesurée et révélée, la cavité naturelle n'appartient pas au domaine de la connaissance partagée.
La liste spéléométrique des 19 plus longues cavités naturelles de la Mayenne (≥ trente mètres) est actualisée à décembre 2018.
La plus longue cavité souterraine naturelle répertoriée dans le département de la Mayenne est  « la grotte du Rey », sur la commune de Saint-Georges-sur-Erve (cf. ligne 1 du tableau ci-dessous).

## Répartition géographique
| \| Laval Mayenne Château-Gontier \| Répartition géographique des cavités naturelles de la Mayenne. |
| Laval Mayenne Château-Gontier                                                                      |

## Cavités de la Mayenne (France) dont le développement est supérieur ou égal à30 mètres
19 cavités sont recensées au 31-12-2018.
| Réf. | Cavité (autres noms)       | Commune                   | Massif ou zone   | Coordonnées (WGS 84)        | Développe. (mètres) | Dénivel. (mètres) | Sources ou références                                                     | Mise à jour |
| ---- | -------------------------- | ------------------------- | ---------------- | --------------------------- | ------------------- | ----------------- | ------------------------------------------------------------------------- | ----------- |
| 1    | Grotte du Rey              | Saint-Georges-sur-Erve    | Coévrons         | 48° 10′ 04″ N, 0° 16′ 55″ O | +003 000, m         | +0030, m          | Spéléométrie de la France & ZNEIFF                                        | 2000-12     |
| 2    | Grotte de Courtaliéru      | Vimarcé                   | Coévrons         | 48° 11′ 25″ N, 0° 14′ 01″ O | +000920, m          | +0020, m          | Spéléométrie de la France & ZNEIFF                                        | 2000-12     |
| 3    | Grotte René-Paul           | Thorigné-en-Charnie       | Vallée de l'Erve | 47° 59′ 30″ N, 0° 24′ 23″ O | +000800, m          | NC                | Spéléométrie de la France & plongeesout.com                               | 2000-12     |
| 4    | Puits du Père Leroux       | Vimarcé                   | Coévrons         | 48° 11′ 44″ N, 0° 12′ 56″ O | +000530, m          | NC                | Spéléométrie de la France & Alpes Spéléo                                  | 2000-12     |
| 5    | Cave à Margot              | Thorigné-en-Charnie       | Vallée de l'Erve | 47° 59′ 34″ N, 0° 24′ 03″ O | +000319, m          | +0014, m          | Spéléométrie de la France & Mayenne-Sciences & Academia & Pour la Science | 2007-12     |
| 6    | Cave à la Dérouine         | Thorigné-en-Charnie       | Vallée de l'Erve | 47° 59′ 30″ N, 0° 24′ 17″ O | +000272, m          | +0019, m          | Spéléométrie de la France                                                 | 2000-12     |
| 7    | Cave à Rochefort           | Saint-Pierre-sur-Erve     | Vallée de l'Erve | 47° 59′ 38″ N, 0° 24′ 10″ O | +000250, m          | +0027, m          | Spéléométrie de la France                                                 | 2000-12     |
| 8    | Grotte des Aumeunes        | Louverné                  |                  | 48° 06′ 24″ N, 0° 43′ 26″ O | +000110, m          | NC                | Spéléométrie de la France                                                 | 2000-12     |
| 9    | Grotte Richard             | Thorigné-en-Charnie       | Vallée de l'Erve | 47° 59′ 39″ N, 0° 23′ 59″ O | +000105, m          | NC                | Spéléométrie de la France                                                 | 2000-12     |
| 10   | Cave à la Bigotte          | Thorigné-en-Charnie       | Vallée de l'Erve | 47° 59′ 39″ N, 0° 23′ 59″ O | +0 00085, m         | +0016, m          | Spéléométrie de la France                                                 | 2000-12     |
| 11   | Grotte de la Roche         | Louverné                  |                  | 48° 06′ 14″ N, 0° 42′ 52″ O | +0 00061, m         | +0006, m          | Spéléométrie de la France                                                 | 2000-12     |
| 12   | Grotte de Saint-Trèche     | Saint-Jean-sur-Mayenne    |                  | 48° 07′ 44″ N, 0° 45′ 08″ O | +0 00053, m         | +0010, m          | Spéléométrie de la France                                                 | 2000-12     |
| 13   | Grotte du Lac              | Louverné                  |                  | 48° 06′ 40″ N, 0° 43′ 20″ O | +0 00050, m         | NC                | Spéléométrie de la France                                                 | 2000-12     |
| 14   | Grotte des Vipères         | Thorigné-en-Charnie       | Vallée de l'Erve | 47° 59′ 30″ N, 0° 24′ 16″ O | +0 00048, m         | NC                | Spéléométrie de la France                                                 | 2000-12     |
| 15   | Grotte des Havardières     | Saulges                   | Vallée de l'Erve | 47° 59′ 38″ N, 0° 24′ 32″ O | +0 00041, m         | NC                | Spéléométrie de la France                                                 | 2000-12     |
| 16   | Grotte de la Lucarne       | Saint-Pierre-sur-Erve     | Vallée de l'Erve | 47° 59′ 41″ N, 0° 24′ 32″ O | +0 00038, m         | NC                | Spéléométrie de la France                                                 | 2000-12     |
| 17   | Grotte du Dolmen des Erves | Sainte-Suzanne-et-Chammes | Coévrons         | 48° 07′ 11″ N, 0° 19′ 55″ O | +0 00032, m         | NC                | Spéléométrie de la France                                                 | 2000-12     |
| 18   | Grotte du Rocher           | La Cropte                 |                  | 47° 56′ 52″ N, 0° 29′ 35″ O | +0 00030, m         | NC                | Spéléométrie de la France                                                 | 2000-12     |
| 19   | Grotte Raymond             | Val-du-Maine              |                  | 47° 56′ 32″ N, 0° 19′ 22″ O | +0 00030, m         | NC                | Spéléométrie de la France                                                 | 2000-12     |